# ŽKK RMU Banovići
O ŽKK RMU Banovići é um clube profissional de basquete feminino com sede em Banovići, na Bósnia e Herzegovina. Fundado em 1974, foi oficialmente registrado novamente em 1996. A equipe compete no Campeonato de Basquete Feminino da Bósnia e Herzegovina, a principal liga da modalidade no país. O ŽKK RMU Banovići manda seus jogos no Centro Esportivo e Cultural (SKC) de Banovići, uma arena coberta local que serve como sede do clube para competições nacionais e torneios regionais.
O clube alcançou sucesso significativo nos últimos anos, consolidando-se como uma das principais equipes de basquete feminino do país. Entre suas conquistas mais notáveis estão três títulos nacionais e duas vitórias na Copa da Bósnia e Herzegovina. Um marco histórico ocorreu na temporada 2017–18, quando a equipe permaneceu invicta durante toda a campanha e conquistou tanto o campeonato nacional quanto a copa — feito que lhe rendeu o reconhecimento como Clube Esportivo do Ano na Bósnia e Herzegovina, em 2018.
O ŽKK RMU Banovići também participou da Liga Adriática (WABA), na qual enfrentou equipes de destaque de toda a região, incluindo clubes da Sérvia, Montenegro, Eslovênia e Croácia. O clube alcançou a fase da Superliga da WABA na temporada 2021–22 e, mais recentemente, disputou a edição inaugural da WABA Liga 2 na temporada 2024–25.
Desde 2022, o clube conta com o patrocínio da Meridianbet, que se tornou sua parceira oficial.